# Bouchon (Somme)
Pour les articles homonymes, voir Bouchon.
Bouchon est une commune française située dans le département de la Somme en région Hauts-de-France.

## Géographie

### Localisation
Bouchon est un village picard du Ponthieu proche de l'Amiénois et du Vimeu.
À vol d'oiseau, le village est situé à 4 km au nord-est de Longpré-les-Corps-Saints, 5 km au nord-ouest de Flixecourt, 5 km au sud-est d'Ailly-le-Haut-Clocher, 8 km au sud-ouest de Domart-en-Ponthieu, 10 km au nord-est d'Airaines, 16 km au sud-est d'Abbeville et à 25 km au nord-ouest d'Amiens.
Le territoire de la commune est limitrophe de ceux de quatre communes.
Les communes limitrophes sont  L'Étoile, Long, Mouflers et Villers-sous-Ailly.

### Hydrographie
La commune est située dans le bassin Artois-Picardie. Elle n'est drainée par aucun cours d'eau.

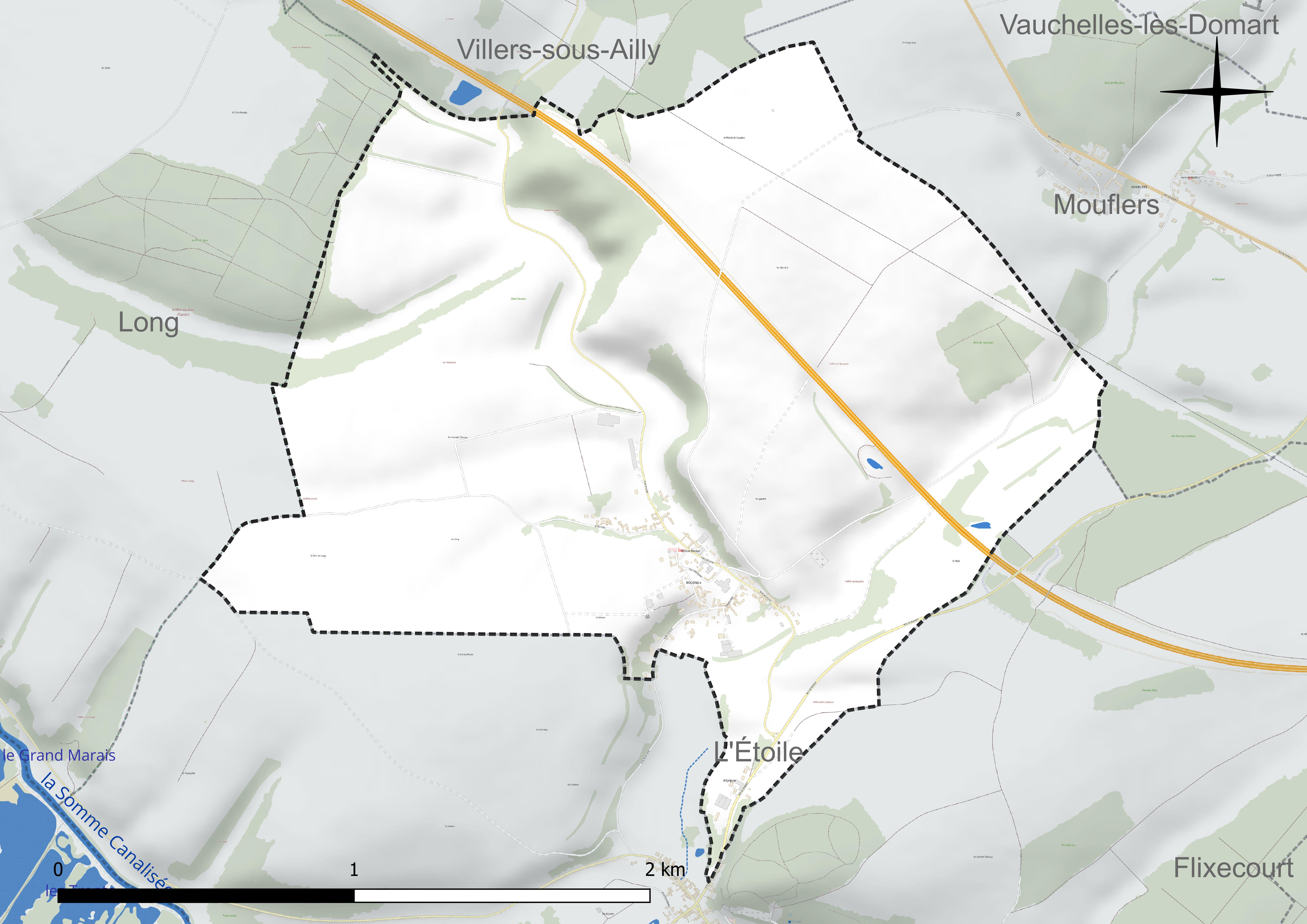
Réseau hydrographique de Bouchon.

### Climat
Pour des articles plus généraux, voir Climat des Hauts-de-France et Climat de la Somme.
En 2010, le climat de la commune est de type climat océanique altéré, selon une étude du CNRS s'appuyant sur une série de données couvrant la période 1971-2000. En 2020, Météo-France publie une typologie des climats de la France métropolitaine dans laquelle la commune est exposée à un climat océanique et est dans la région climatique Côtes de la Manche orientale, caractérisée par un faible ensoleillement (1 550 h/an) ; forte humidité de l'air (plus de 20 h/jour avec humidité relative > 80 % en hiver), vents forts fréquents.
Pour la période 1971-2000, la température annuelle moyenne est de 10,5 °C, avec une amplitude thermique annuelle de 13,1 °C. Le cumul annuel moyen de précipitations est de 769 mm, avec 12,1 jours de précipitations en janvier et 8,2 jours en juillet. Pour la période 1991-2020, la température moyenne annuelle observée sur la station météorologique la plus proche, située sur la commune de Bernaville à 14 km à vol d'oiseau, est de 10,4 °C et le cumul annuel moyen de précipitations est de 877,3 mm,. Pour l'avenir, les paramètres climatiques de la commune estimés pour 2050 selon différents scénarios d'émission de gaz à effet de serre sont consultables sur un site dédié publié par Météo-France en novembre 2022.

## Urbanisme

### Typologie
Au 1er janvier 2024, Bouchon est catégorisée commune rurale à habitat dispersé, selon la nouvelle grille communale de densité à sept niveaux définie par l'Insee en 2022.
Elle est située hors unité urbaine. Par ailleurs la commune fait partie de l'aire d'attraction d'Amiens, dont elle est une commune de la couronne,. Cette aire, qui regroupe 369 communes, est catégorisée dans les aires de 200 000 à moins de 700 000 habitants,.

### Occupation des sols
L'occupation des sols de la commune, telle qu'elle ressort de la base de données européenne d'occupation biophysique des sols Corine Land Cover (CLC), est marquée par l'importance des territoires agricoles (91,9 % en 2018), en diminution par rapport à 1990 (93,4 %). La répartition détaillée en 2018 est la suivante :
terres arables (76,5 %), zones agricoles hétérogènes (9,6 %), forêts (8,1 %), prairies (5,8 %). L'évolution de l'occupation des sols de la commune et de ses infrastructures peut être observée sur les différentes représentations cartographiques du territoire : la carte de Cassini (XVIIIe siècle), la carte d'état-major (1820-1866) et les cartes ou photos aériennes de l'IGN pour la période actuelle (1950 à aujourd'hui).

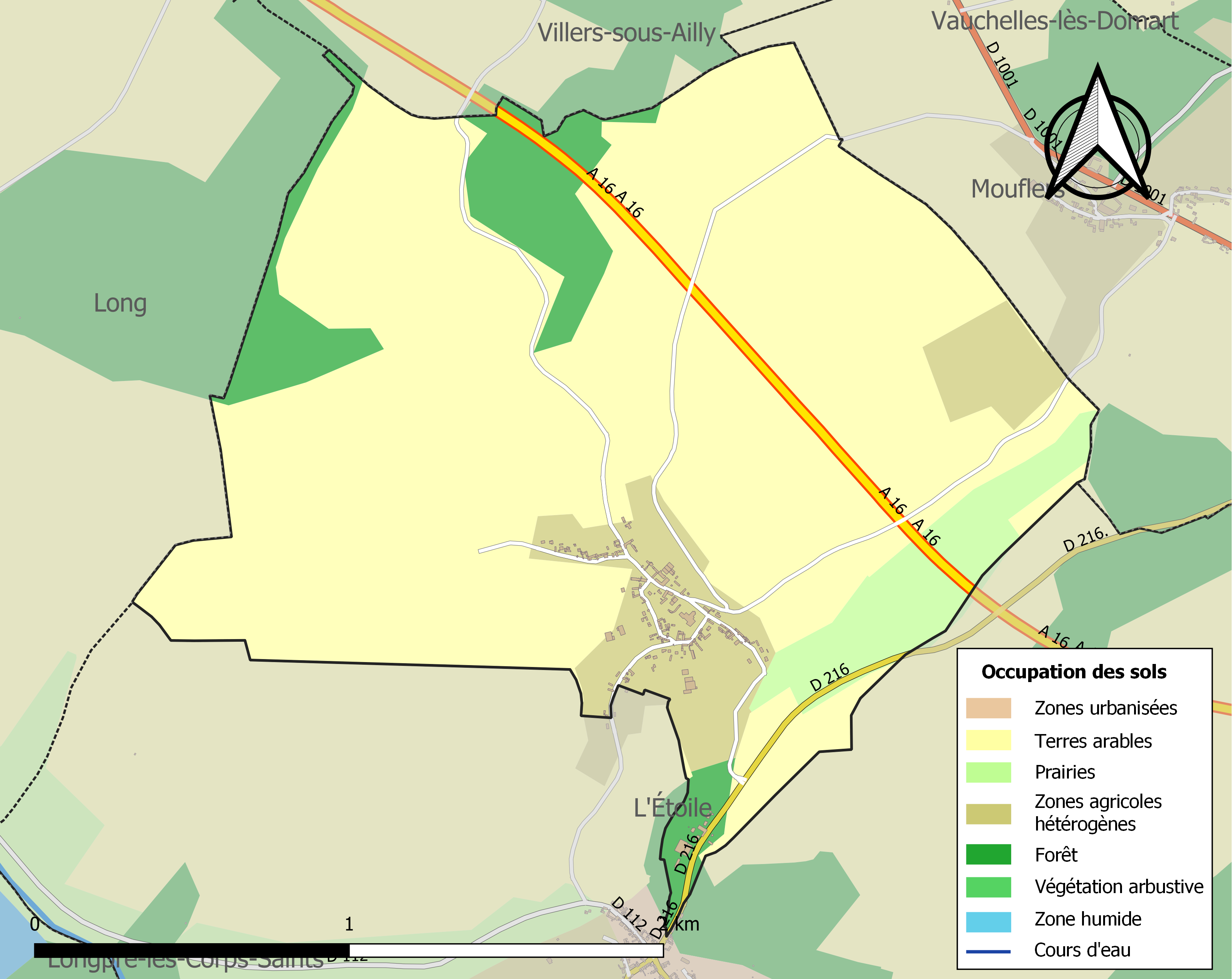
Carte des infrastructures et de l'occupation des sols de la commune en 2018 (CLC).

### Voies de communication et transports
L'autoroute A16 passe sur le territoire communal qui est également desservi par la route départementale 216 (RD 216).

## Toponymie
Le nom de la localité est attesté sous les formes Buccio ou Bucion  en 1108, Busco en 1176, Bouchon à partir de 1210, Bouchan en 1638.
Il s'agit d'un toponyme issu de l'ancien français bousche qui signifie « buisson » avec le sens de « endroit boisé, bosquet  » (nom de très nombreux hameaux ».

## Histoire
Les sondages du tracé de l'autoroute A16 ont permis de localiser, au lieu-dit le Rideau Miquet, un gisement protohistorique de La Tène, second âge du fer, entre les XIIIe et IVe siècles av. J.-C..
On a également trouvé, lors de fouilles précédentes, des armes et des poteries datées de l'époque gallo-romaine.
Les seigneurs du village ont été les Quiéret (du XIIIe siècle au XVe siècle), De Bournouville (du XVIe siècle au XVIIe siècle), D'Amerval (du XVe siècle au XVIIIe siècle) et les De Beauvoir (XIVe siècle).
Le clocher de l'église date de 1631 mais la construction de l'église est très antérieure.
En 1805, une école est créée à Bouchon.
Un bâtiment dédié est construit en 1875-1876 suivant les plans d'Émile Riquier.
Durant la guerre franco-allemande de 1870, le village n'eut à subir que quelques réquisitions.

## Politique et administration
| Période                                       | Période                        | Identité                       | Étiquette | Qualité                                    |
| --------------------------------------------- | ------------------------------ | ------------------------------ | --------- | ------------------------------------------ |
| Liste de maires sans sources[réf. nécessaire] |                                |                                |           |                                            |
| < 3 avril 1808                                | 2 avril 1819                   | François Caron                 |           |                                            |
| < 5 juin 1819                                 | 19 septembre 1824              | Pierre François Lejeune        |           |                                            |
| < 16 novembre 1824                            | 10 février 1854                | Pierre François Victor Tillier |           |                                            |
| < 15 mars 1854                                | 12 mai 1872                    | Florentin Lejeune              |           |                                            |
| < 9 juin 1872                                 | 26 octobre 1885                | Ernest Devauchelle             |           |                                            |
| < 14 décembre 1885                            |                                | Narcisse Beaussart             |           |                                            |
| Les données manquantes sont à compléter.      |                                |                                |           |                                            |
| 1947                                          | 1956                           | Maurice Bournonville           |           | décédé en fonction                         |
| 1956                                          | 1983                           | André Roze                     |           |                                            |
| 1983                                          | 1989                           | Jean Roussel                   |           |                                            |
| 1989                                          | 2001                           | Geneviève Roussel              |           |                                            |
| mars 2001                                     | 2014                           | Michel Wallet                  |           |                                            |
| 2014                                          | En cours (au 16 décembre 2022) | Étienne Vignon                 |           | Agriculteur Réélu pour le mandat 2020-2026 |

## Population et société

### Démographie
L'évolution du nombre d'habitants est connue à travers les recensements de la population effectués dans la commune depuis 1793. Pour les communes de moins de 10 000 habitants, une enquête de recensement portant sur toute la population est réalisée tous les cinq ans, les populations de référence des années intermédiaires étant quant à elles estimées par interpolation ou extrapolation. Pour la commune, le premier recensement exhaustif entrant dans le cadre du nouveau dispositif a été réalisé en 2005.

En 2022, la commune comptait 158 habitants, en évolution de +3,95 % par rapport à 2016 (Somme : −1,26 %, France hors Mayotte : +2,11 %).
| 1793 | 1800 | 1806 | 1821 | 1831 | 1836 | 1841 | 1846 | 1851 |
| ---- | ---- | ---- | ---- | ---- | ---- | ---- | ---- | ---- |
| 370  | 379  | 417  | 408  | 434  | 442  | 421  | 401  | 386  |

| 1856 | 1861 | 1866 | 1872 | 1876 | 1881 | 1886 | 1891 | 1896 |
| ---- | ---- | ---- | ---- | ---- | ---- | ---- | ---- | ---- |
| 384  | 391  | 407  | 416  | 406  | 345  | 334  | 341  | 361  |

| 1901 | 1906 | 1911 | 1921 | 1926 | 1931 | 1936 | 1946 | 1954 |
| ---- | ---- | ---- | ---- | ---- | ---- | ---- | ---- | ---- |
| 304  | 304  | 256  | 235  | 236  | 221  | 195  | 203  | 204  |

| 1962 | 1968 | 1975 | 1982 | 1990 | 1999 | 2005 | 2006 | 2010 |
| ---- | ---- | ---- | ---- | ---- | ---- | ---- | ---- | ---- |
| 166  | 129  | 145  | 163  | 135  | 140  | 153  | 150  | 153  |

| 2015 | 2020 | 2022 | - | - | - | - | - | - |
| ---- | ---- | ---- | - | - | - | - | - | - |
| 152  | 159  | 158  | - | - | - | - | - | - |

### Enseignement
Après avoir hébergé une école de 30 élèves à la fin du XIXe siècle, le village n'a plus d'établissement scolaire.

## Culture locale et patrimoine

### Lieux et monuments
- Église Saint-Pierre de Bouchon, à nef unique, avec un clocher daté du XIIe siècle. La tour carrée, en pierres, s'élevant sur la façade, est couronnée par une balustrade et une flèche en pierres du XVIIIe siècle[32].
- Moulin à vent en ruines dit moulin de Mouflers mais sur le territoire de Bouchon[33].

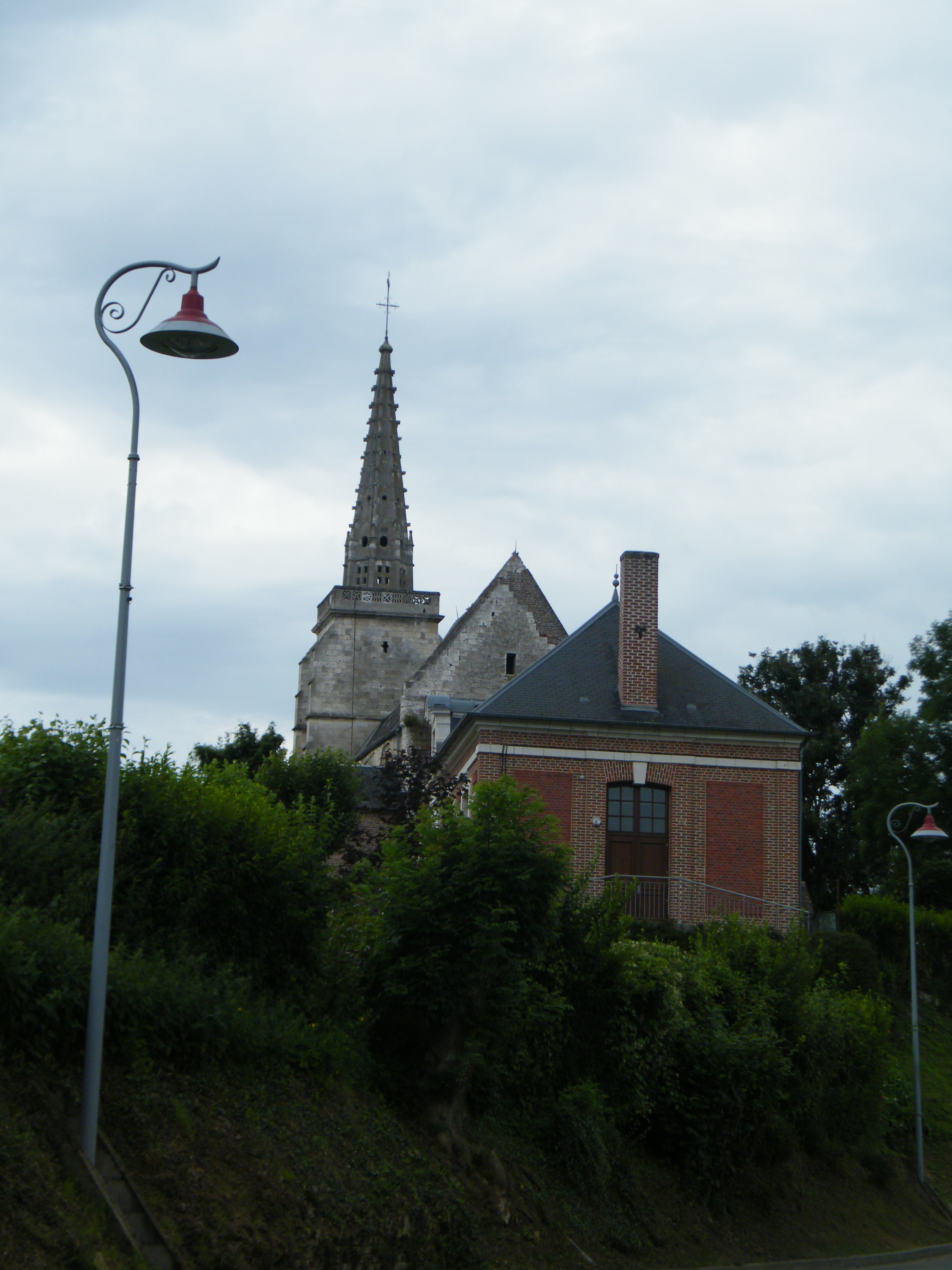
Saint-Pierre.
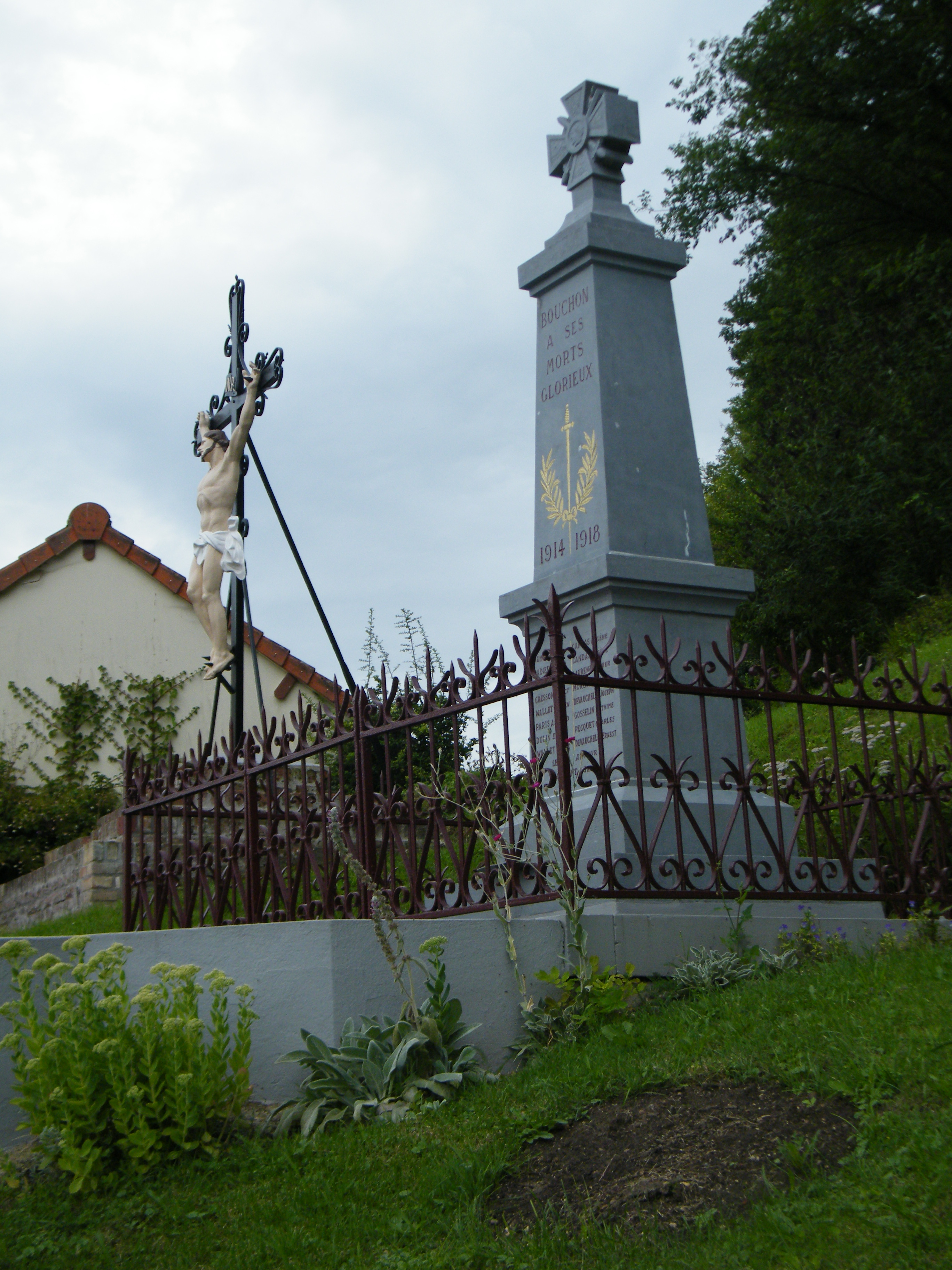
Monument et calvaire voisin.
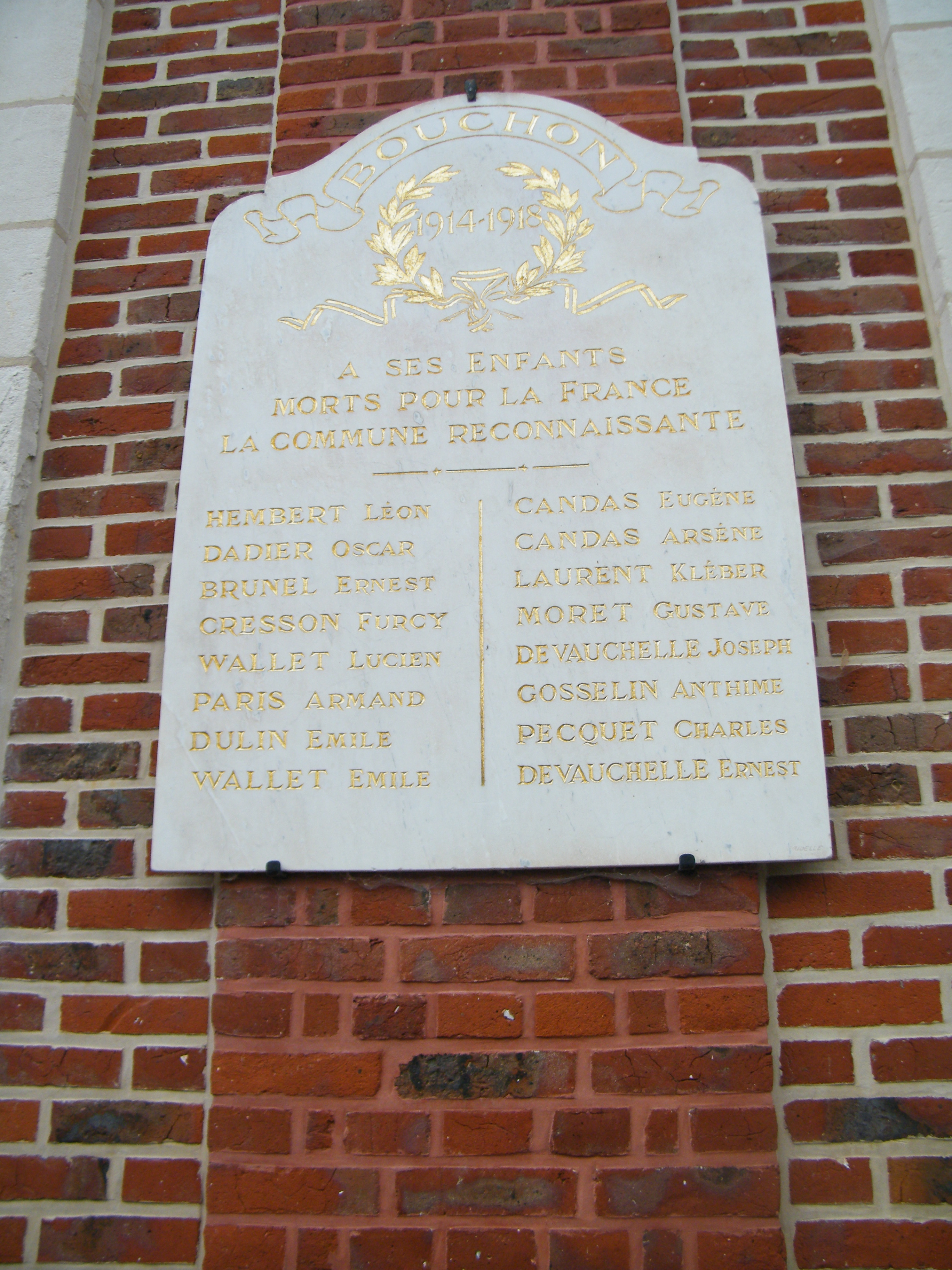
Hommage aux soldats 1914-1918.
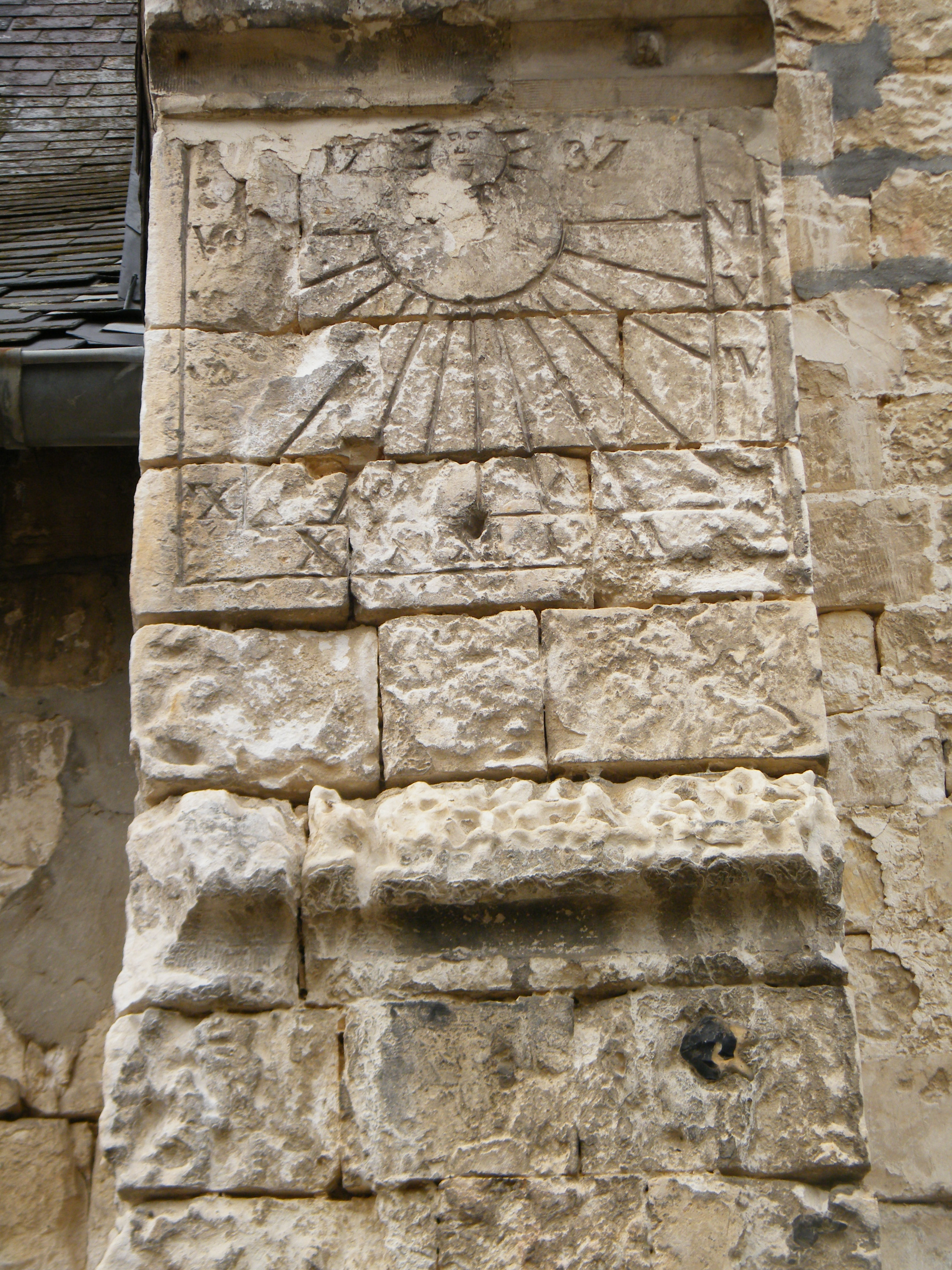
Cadran solaire, pilier de l'église.
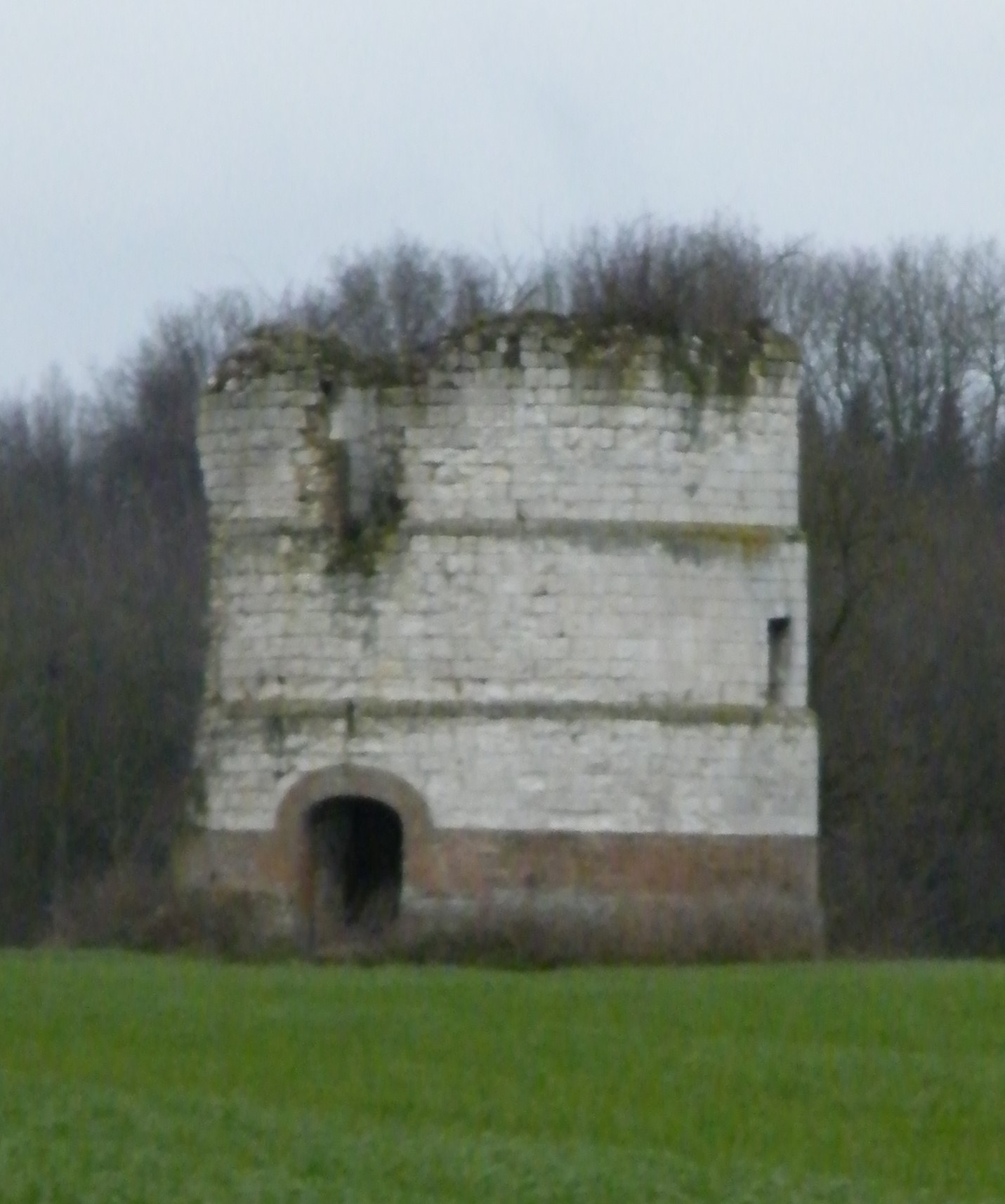
Les ruines du moulin.

### Héraldique
| Blason de Bouchon | Blason  | Le 21 juin 2013, le conseil municipal adopte le blason de la commune. Écartelé : aux 1er et 4e d'argent à deux bandes de gueules, aux 2e et 3e d'hermine à la fleur de lis au pied nourri de gueules ; sur le tout, d'argent au lion de sable à la queue fourchée passée en sautoir. DeviseJe seray tant que je vivray. |
| Blason de Bouchon | Détails | Ce blason réunit ceux de trois familles qui ont été seigneurs de la localité. Le statut officiel du blason reste à déterminer. |